# Jefferson Moraes
Jefferson Moraes Sampaio (Londrina, 8 de fevereiro de 1993) é um cantor e compositor brasileiro.

## Carreira

### 2015–presente:JmeStart In São Paulo
Nascido em Londrina, começou a cantar aos sete anos de idade, quando ganhou de presente do tio um violão, tendo o apoio da família para seguir o seu sonho de ser cantor. Jefferson aprendeu sozinho a tocar violão, piano, bateria, guitarra e baixo e usou os instrumentos para auxilia-lo nas composições, iniciando sua carreira, cantando em bares de sua cidade natal. Em fevereiro de 2015, lançou seu primeiro álbum de estúdio intitulado Jm. Em 2015, participou do quadro Iluminados exibido no programa Domingão do Faustão, no qual foi vencedor. Em seguida, assinou contrato a Audiomix, um dos maiores escritórios de artistas do país, passando a ser apadrinhado pela dupla sertaneja Jorge & Mateus.
Em novembro de 2016, gravou em São Paulo seu primeiro DVD da carreira intitulado Start In São Paulo, que contou com a participação de Jorge & Mateus, Gusttavo Lima, Matheus e Kauan e Israel Novaes, sendo o DVD lançado em outubro de 2017. O álbum teve como singles "Um Centímetro" em parceria com Jorge & Mateus, "Beber Com Emergência" e "Coleção de Ex" em parceria com Matheus & Kauan. Em abril, lançou seu primeiro EP homónimo. Em junho de 2018, o cantor lançou o single "Perda Total". Em agosto, foi lançado o single "Oi Nego" que contou com a participação da cantora Maraisa da dupla Maiara & Maraisa. Em abril de 2019, foi lançado o EP Exclusivo.

## Vida Pessoal
Atualmente, Jefferson é casado com Nayara Perassoli Moraes, advogada, modelo e ex bailarina do Faustão. Estão juntos desde outubro de 2020. 
Se casaram no civil em maio de 2024. 
Em maio de 2023, tiveram a filha Aurora e planejam casar-se no religioso em 2025.
Jefferson teve seu primeiro filho em 2021, Theo.

## Discografia

### Álbuns de estúdio
| Álbum | Detalhes                                                                                               |
| ----- | --- |
| Jm    | - Lançamento: 12 de fevereiro de 2015 - Formatos: CD, download digital, streaming - Gravadora: Tratore |

### Álbuns ao vivo
| Álbum              | Detalhes                                                                                                |
| ------------------ | --- |
| Start In São Paulo | - Lançamento: 22 de outubro de 2017 - Formatos: DVD, download digital, streaming - Gravadora: Som Livre |

### Extended plays (EPs)
| Álbum            | Detalhes                                                                                         |
| ---------------- | ------------------------------------------------------------------------------------------------ |
| Jefferson Moraes | - Lançamento: 28 de abril de 2017 - Formatos: Download digital, streaming - Gravadora: Som Livre |
| Exclusivo        | - Lançamento: 18 de abril de 2019 - Formatos: Download digital, streaming - Gravadora: Som Livre |
| Novo Ciclo       | - Lançamento: 6 de março de 2020 - Formatos: Download digital, streaming - Gravadora: Som Livre  |

### Singles

#### Como artista principal
| Título                                                                                  | Ano  | Melhores posições | Certificações     | Álbum                         |
| Título                                                                                  | Ano  | BRA               | Certificações     | Álbum                         |
| --------------------------------------------------------------------------------------- | ---- | ----------------- | ----------------- | ----------------------------- |
| "Um Centímetro" (part. Jorge & Mateus)                                                  | 2016 | —                 |                   | Start In São Paulo            |
| "Beber Com Emergência"                                                                  | 2017 | 3                 | - PMB: Ouro       | Start In São Paulo            |
| "Coleção de Ex" (part. Matheus & Kauan)                                                 | 2017 | 21                |                   | Start In São Paulo            |
| "Perda Total"                                                                           | 2018 | —                 |                   | Não adicionado à nenhum álbum |
| "Oi Nego" (part. Maraisa)                                                               | 2018 | 7                 | - PMB: 2× Platina | Não adicionado à nenhum álbum |
| "Coração Polícia"                                                                       | 2019 | —                 |                   | Não adicionado à nenhum álbum |
| "Deu Erro" (part. Felipe Araújo)                                                        | 2020 | —                 |                   | Novo Ciclo                    |
| "—" denota singles que não entraram nas paradas musicais ou não foram lançados no país. |      |                   |                   |                               |

#### Como artista convidado
| Título                                                                                  | Ano  | Melhores posições | Álbum                         |  |
| Título                                                                                  | Ano  | BRA               | Álbum                         |  |
| --------------------------------------------------------------------------------------- | ---- | ----------------- | ----------------------------- |  |
| "0800" (Manu part. Jefferson Moraes)                                                    | 2018 | —                 | Não adicionado à nenhum álbum |  |
| "Brigar Pra Quê" (Bruno César & André part. Jefferson Moraes)                           | 2018 | —                 | Não adicionado à nenhum álbum |  |
| "Confidente" (Marcos & Dalto part. Jefferson Moraes)                                    | 2018 | —                 | Não adicionado à nenhum álbum |  |
| "Um Centavo" (Marcos & Douglas part. Jefferson Moraes)                                  | 2018 | —                 | Não adicionado à nenhum álbum |  |
| "Doce Amor" (Ton Carfi part. Jefferson Moraes)                                          | 2018 | —                 | Não adicionado à nenhum álbum |  |
| "Pelé do Álcool" (Victor Piaz part. Jefferson Moraes)                                   | 2019 | —                 | Não adicionado à nenhum álbum |  |
| "Buteco e Terapia" (Magno Costa part. Jefferson Moraes)                                 | 2019 | —                 | Não adicionado à nenhum álbum |  |
| "Chumbo Trocado" (Ricardo Rana part. Jefferson Moraes)                                  | 2019 | —                 | Não adicionado à nenhum álbum |  |
| "Declaração de Amor" (Luan Murilho part. Jefferson Moraes)                              | 2020 | —                 | Não adicionado à nenhum álbum |  |
| "Dosador" (Vinicius Santoz part. Jefferson Moraes)                                      | 2020 | —                 | Não adicionado à nenhum álbum |  |
| "Coração de Lata" (João Márcio & Fabiano part. Jefferson Moraes)                        | 2020 | —                 | Não adicionado à nenhum álbum |  |
| "—" denota singles que não entraram nas paradas musicais ou não foram lançados no país. |      |                   |                               |  |

### Outras aparições
| Título                                                            | Ano  | Álbum           |
| ----------------------------------------------------------------- | ---- | --------------- |
| "Cuidando de Longe" (Israel Novaes part. Jefferson Moraes)        | 2015 | Forró do Israel |
| "Cadeia Amorosa" (Jonathan & Adam part. Jefferson Moraes)         | 2017 | Rasgando o Céu  |
| "Tô Bebendo" (João Alyson & Adriano part. Jefferson Moraes)       | 2017 | Viúva Negra     |
| "Última Ressaca" (Cicero Morais part. Jefferson Moraes)           | 2018 | Desculpa Mundo  |
| "Réu" (Ronny Mattos part. Jefferson Moraes)                       | 2018 | Meu Solo        |
| "O Que a Foto Não Mostra" (Lola & Vitória part. Jefferson Moraes) | 2018 | Voz e Coração   |
| "Eu Não" (Leandro Rizzi part. Jefferson Moraes)                   | 2019 | Play In Goiânia |
| "Viagem" (Murilo & Romário part. Jefferson Moraes)                | 2019 | Barretos        |
| "Box da Saudade" (Lucca e Roberto part. Jefferson Moraes)         | 2019 | Bebendo de Leve |

## Filmografia
| Ano  | Título        | Função                  | Notas    |
| ---- | ------------- | ----------------------- | -------- |
| 2015 | Os Iluminados | Participante / Vencedor | Semana 2 |